# Robin Leamy
Robin John Leamy (Apia, 1º aprile 1961) è un ex nuotatore statunitense.

## Carriera
Specializzato nelle staffette, ha fatto parte, in batteria, della squadra statunitense che ha vinto la medaglia d'oro nella 4x100m sl a Los Angeles 1984.

## Palmarès
- Giochi olimpici estivi

Los Angeles 1984: oro nella 4x100m stile libero.
- Mondiali

Guayaquil 1982: oro nella 4x100m stile libero.
- Giochi Panamericani

Caracas 1983: oro nella 4x100m stile libero.